# Enchophyllum cassis
Enchophyllum cassis är en insektsart som beskrevs av William D. Funkhouser 1927. Enchophyllum cassis ingår i släktet Enchophyllum och familjen hornstritar. Inga underarter finns listade i Catalogue of Life.